# I'm with You World Tour
Tournées par Red Hot Chili Peppers
Stadium Arcadium tour 
(2006-2007)

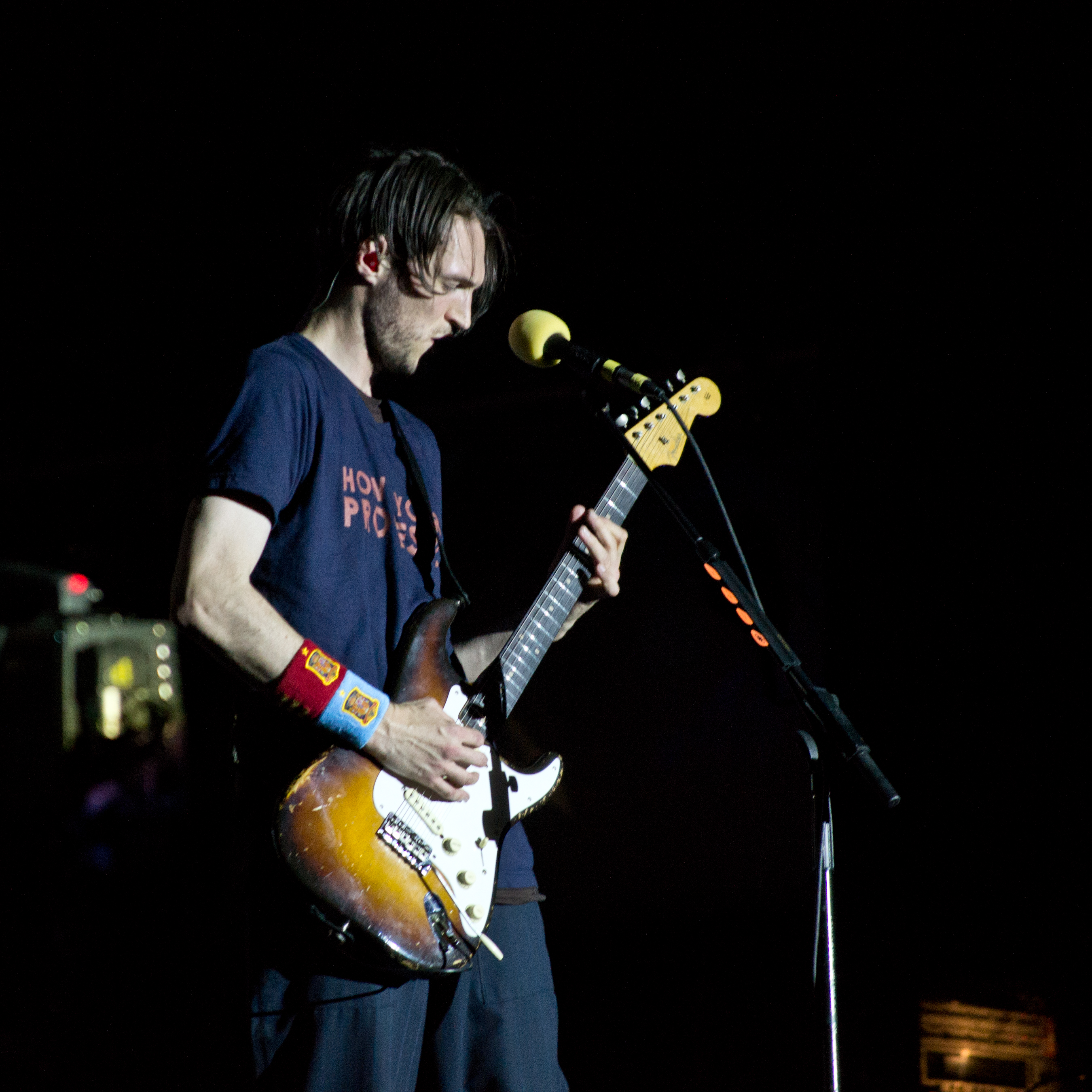
Josh Klinghoffer

Le I'm with You Tour est une série de concerts qui a eu lieu à partir du 9 août 2011 par le groupe de rock Red Hot Chili Peppers. Cette tournée a duré jusqu'en 2013. Elle suit la sortie de l'album I'm with You paru en 2011. C'est la première tournée du groupe depuis le Stadium Arcadium tour (2006-2007). Ce fut la première véritable tournée du nouveau guitariste Josh Klinghoffer, qui avait cependant déjà travaillé avec le groupe sur la précédente tournée).

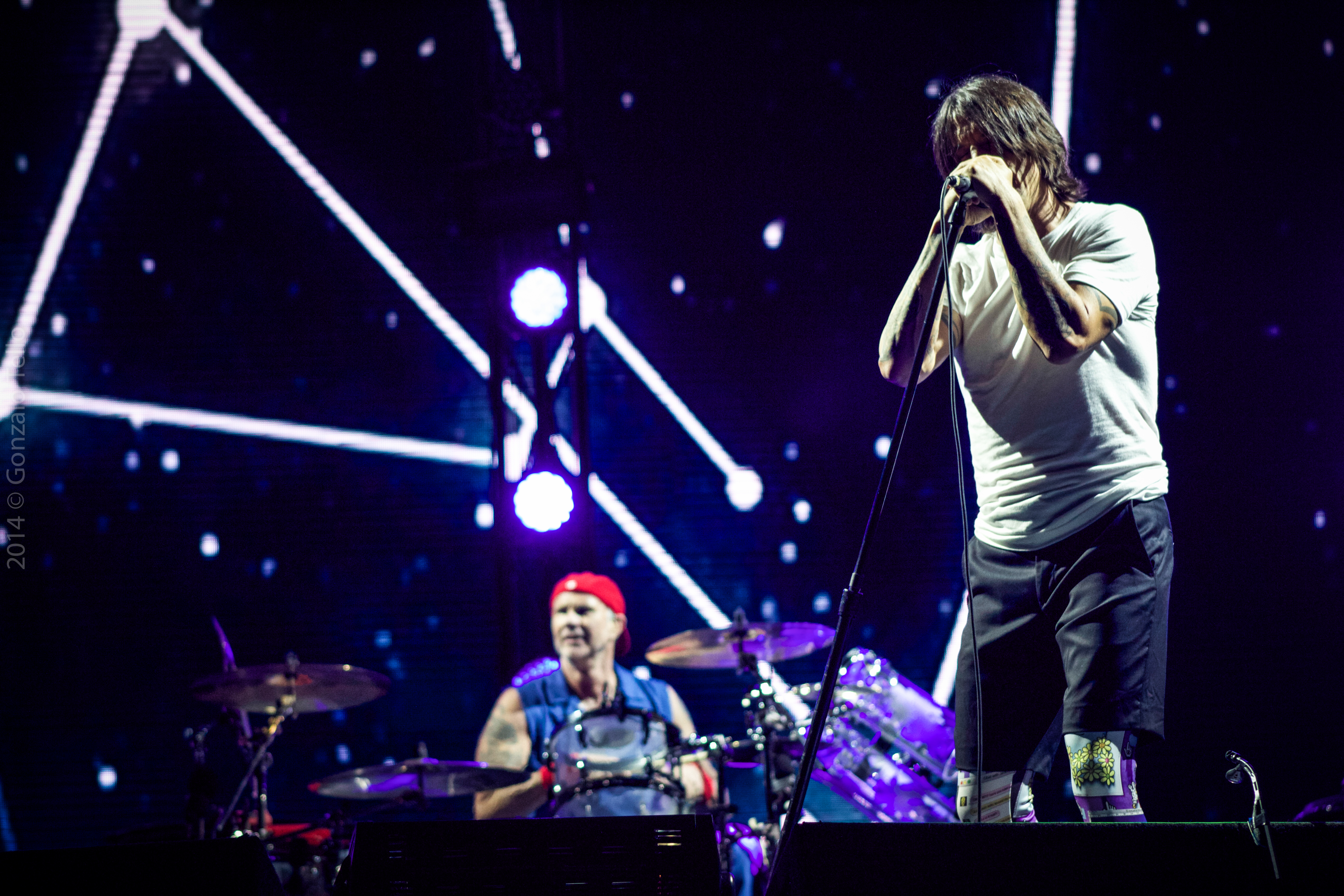
I'm With You Tour - Otherside Live

Le planning de la tournée s'est établir sur 3 semaines de concerts puis 2 semaines de pause. Le groupe ne jouera jamais plus de deux soirs d'affilée.

## Chansons interprétées
- Annie Wants a Baby
- Around The World
- Blood Sugar Sex Magik
- Breaking the Girl
- Brendan's Death Song
- By the Way
- Californication
- Can't Stop
- Charlie
- Dance, Dance, Dance
- Dani California
- Did I Let You Know
- Don't Forget Me
- Emit Remmus
- Ethiopia
- Factory of Faith
- Freaky Styley
- Give it Away
- Goodbye Hooray
- Grand Pappy du Plenty (tease)
- Happiness Loves Company
- Hard to Concentrate
- If You Have to AskDid I Let You Know
- I Like Dirt
- Jungle Man (tease)
- Look Around
- Me and My Friends
- Meet Me at the Corner
- Monarchy of Roses
- Organic Anti-Beat Box Band (tease)
- Otherside
- Parallel Universe
- Pea
- Police Station
- Right On Time
- Scar Tissue
- She's Only 18
- Sir Psycho Sexy
- Skinny Sweaty Man (tease, première partie de la chanson)
- Soul to Squeeze
- Stone Cold Bush (tease pendant l'intro de Look Around)
- Tell Me Baby
- The Adventures of Rain Dance Maggie
- The Power of Equality
- Throw Away Your Television
- True Men Don't Kill Coyotes (tease)
- Under the Bridge
- Universally Speaking
- Wet Sand

## Reprises
- Across the Universe, Birthday, Blackbird + I Wanna Hold your Hand, Cry Baby Cry, I'm So Tired, I'll be Back (The Beatles)
- Add it Up (Violent Femmes)
- All Night Long (Temple of the Dog)
- Andy Warhol, Bewlay Brothers, Five Years, Heroes (David Bowie)
- Angel, Castles Made of Sand, Fire, Little Wing (Jimi Hendrix)
- Angeles, Twilight (Elliott Smith)
- Answering Machine (The Replacements)
- Anthem, Field Commander Cohen, If It Be Your Will (Leonard Cohen)
- Anymore, So What if I Did (Thelonious Monster)
- Ballad of El Goodo (Big Star)
- Burn On, Living Without You (Randy Newman)
- Cosmic Dancer + Get It On (T.Rex)
- Debaser (The Pixies)
- Dirty Old Town (The Pogues)
- Don't Dream It's Over (Crowded House)
- Everybody Knows This Is Nowhere, Heart of Gold (Neil Young)
- Eye of the Tiger (Survivor)
- Face in the Crowd (Tom Petty)
- Feed the Birds (Mary Poppins Soundtrack)
- Foi Na Cruz, Higgs Boson Blues, Mercy Seat (Nick Cave and The Bad Seeds)
- Frankenstein (Edgar Winter)
- Galveston, Southern Nights, Wichita Lineman (Glen Campbell)
- Hands on the Wheel (Willie Nelson)
- Heaven (Talking Heads)
- Higher Ground (Stevie Wonder)
- Hybrid Moments (The Misfits)
- I Don't Want to Play in Your Yard (Peggy Lee)
- I Know it's Gonna Happen Someday, Jack the Ripper (Morrissey)
- I'm On Fire (Bruce Springsteen)
- I'm Set Free, Ride into the Sun (The Velvet Underground)
- I'm Too Sexy (Right Said Fred)
- Io Sono quel che Sono (Mina)
- It's so Hard to Say Goodbye to Yesterday (Boyz II Men)
- Je suis venu te dire, que je m'en vais (Serge Gainsbourg)
- Lady In Red (Chris de Burgh)
- Last day of our Acquaintance (Sinéad O'Connor)
- Let Me Roll It (Wings)
- Making our Dreams Come True (générique de la série Laverne and Shirley)
- Ma Mort (Jacques Brel)
- O.D'd In Denver (Hank Williams Jr)
- Opportunity to Cry (Tom Jones)
- Seasons (Chris Cornell)
- Sleep's Dark & Silent Gate (Jackson Browne)
- Spectre (Radiohead)
- Strangers, This is Where I Belong, Waterloo Sunset (The Kinks)
- Sway (The Rolling Stones)
- Sycamore Trees (Jimmy Scott)
- That's when I Reached for my Revolver (Mission of Burma)
- The Joke Isn't Funny Anymore (The Smiths)
- The Only Living Boy in New York (Simon & Garfunkel)
- They're Red Hot (Robert Johnson)
- This Is a Low (Blur)
- Try Again (Big Star)
- Until the Ocean (Malfunkshun)
- Until Then (Broadcast)
- Watching the Wheels + Beautiful Boy (John Lennon)
- Where Everybody Knows Your Name (générique de la série Cheers)
- Wicked Game (Chris Isaak)
- Wild World (Cat Stevens)
- You're a Big Girl Now (Bob Dylan)[1]

## Premières parties
- The Mars Volta[2]
- Foals
- Tinariwen
- The Vaccines

## Dates des concerts

### Tournée promotionnelle et concerts privé
| Date            | Ville        | Lieu                 |
| --------------- | ------------ | -------------------- |
| 27 juillet 2011 | Big Sur,     | Henry Miller Library |
| 29 juillet 2011 | Nevada City, | Miners Foundry       |
| 30 juillet 2011 | Los Angeles, | Venice Beach         |
| 31 juillet 2011 | Hollywood,   | The Troubadour       |

### Tournée promotionnelle
| Date         | Ville        | Lieu                  |
| ------------ | ------------ | --------------------- |
| 9 aout 2011  | Hong Kong,   | AsiaWorld-Arena       |
| 13 aout 2011 | Osaka, Japon | Summer Sonic Festival |
| 14 aout 2011 | Tokyo, Japon | Summer Sonic Festival |

### Tournée Amérique latine
| Date              | Ville                   | Lieu                              |
| ----------------- | ----------------------- | --------------------------------- |
| 11 septembre 2011 | Bogota, Colombie        | Parque Simón Bolívar              |
| 12 septembre 2011 | San José, Costa Rica    | Estadio Nacional                  |
| 14 septembre 2011 | Lima, Pérou             | Estadio Nacional                  |
| 16 septembre 2011 | Santiago, Chili         | Estadio Monumental David Arellano |
| 18 septembre 2011 | Buenos Aires, Argentine | River Plate Stadium               |
| 21 septembre 2011 | São Paulo, Brésil       | Anhembi Convention Center         |
| 24 septembre 2011 | Rio de Janeiro, Brésil  | Rock in Rio                       |

### Tournée Européenne I
| Date             | Ville                                 | Lieu                                          |
| ---------------- | ------------------------------------- | --------------------------------------------- |
| 7 octobre 2011   | Cologne, Allemagne                    | Lanxess Arena                                 |
| 9 octobre 2011   | Hambourg, Allemagne                   | O2 World                                      |
| 11 octobre 2011  | Stockholm, Suède                      | Ericsson Globe Arena                          |
| 12 octobre 2011  | Stockholm, Suède                      | Ericsson Globe Arena                          |
| 14 octobre 2011  | Herning, Danemark                     | Jyske Bank Boxen                              |
| 16 octobre 2011  | Rotterdam, Pays-Bas                   | Ahoy                                          |
| 18 octobre 2011  | Paris, France                         | Palais omnisports de Paris-Bercy              |
| 19 octobre 2011  | Paris, France                         | Palais omnisports de Paris-Bercy              |
| 21 octobre 2011  | Francfort, Allemagne                  | Festhalle Frankfurt                           |
| 24 octobre 2011  | Poznań, Pologne                       | Stade municipal                               |
| 4 novembre 2011  | Dublin, Irlande                       | O2 Arena                                      |
| 6 novembre 2011  | Belfast, Irlande                      | Ulster Hall                                   |
| 7 novembre 2011  | Londres, Angleterre                   | O2 Arena                                      |
| 9 novembre 2011  | Londres, Angleterre                   | O2 Arena                                      |
| 10 novembre 2011 | Londres, Angleterre                   | O2 Arena                                      |
| 12 novembre 2011 | Glasgow, Écosse                       | SECC                                          |
| 14 novembre 2011 | Manchester, Angleterre                | MEN Arena                                     |
| 15 novembre 2011 | Manchester, Angleterre                | MEN Arena                                     |
| 17 novembre 2011 | Sheffield, Angleterre                 | Motorpoint Arena                              |
| 19 novembre 2011 | Birmingham, Angleterre                | Birmingham LG Arena                           |
| 20 novembre 2011 | Birmingham, Angleterre                | Birmingham LG Arena                           |
| 4 décembre 2011  | Berlin, Allemagne                     | O2 World                                      |
| 5 décembre 2011  | Munich, Allemagne                     | Olympiahalle                                  |
| 7 décembre 2011  | Vienne, Autriche                      | Stadthalle                                    |
| 10 décembre 2011 | Turin, Italie                         | Torino Palasport Olimpico                     |
| 11 décembre 2011 | Milan, Italie                         | Mediolanum Forum                              |
| 13 décembre 2011 | Zurich, Suisse                        | Hallenstadion                                 |
| 15 décembre 2011 | Barcelone, Espagne                    | Palau Sant Jordi                              |
| 17 décembre 2011 | Madrid, Espagne                       | Palacio de Deportes de la Comunidad de Madrid |
| 19 décembre 2011 | Paris, France                         | La Cigale                                     |
| 31 décembre 2011 | Saint-Barthélemy, Antilles françaises | Gouverneur Beach                              |

### Tournée Nord-Américaine
| Date            | Ville                         | Lieu                       |
| --------------- | ----------------------------- | -------------------------- |
| 20 janvier 2012 | Sunrise (Floride), États-Unis | BankAtlantic Center        |
| 21 janvier 2012 | Orlando (Floride), États-Unis | Amway Center               |
| 23 janvier 2012 | Tampa (Floride)               | St. Pete Times Forum       |
| 25 janvier 2012 | Charlotte (Caroline du Nord)  | Time Warner Cable Arena    |
| 27 janvier 2012 | Raleigh (Caroline du Nord)    | RBC Center                 |
| 28 janvier 2012 | Columbia (Caroline du Sud)    | Colonial Life Arena        |
| 30 janvier 2012 | Duluth (Géorgie)              | Arena at Gwinnett Center   |
| 31 janvier 2012 | Greensboro (Caroline du Nord) | Greensboro Coliseum        |
| 3 février 2012  | Memphis (Tennessee)           | FedExForum                 |
| 4 février 2012  | Nouvelle-Orléans (Louisiane)  | New Orleans Arena          |
| 17 février 2012 | Oakland (Californie)          | Oracle Arena               |
| 26 février 2012 | Los Angeles (Californie)      | Staples Center             |
| 29 février 2012 | San Diego (Californie)        | Valley View Casino Center  |
| 2 mars 2012     | Glendale (Arizona)            | Jobing.com Arena           |
| 4 mars 2012     | Denver                        | Pepsi Center               |
| 6 mars 2012     | San Antonio (Texas)           | AT&T Center                |
| 8 mars 2012     | Houston (Texas)               | Toyota Center              |
| 9 mars 2012     | Dallas (Texas)                | American Airlines Center   |
| 13 mars 2012    | Tulsa (Oklahoma)              | BOK Center                 |
| 15 mars 2012    | Oklahoma City (Oklahoma)      | Chesapeake Energy Arena    |
| 16 mars 2012    | North Little Rock (Arkansas)  | Verizon Arena              |
| 4 avril 2012    | Cleveland (Ohio)              | Rock and Roll Hall of Fame |
| 2 mai 2012      | Montréal (Québec)             | Centre Bell                |

### Tournée Européenne II (Stades + Festivals)
| Date               | Ville                       | Lieu                     |
| ------------------ | --------------------------- | ------------------------ |
| 23 juin 2012       | Stevenage Herts, Angleterre | Knebworth Park           |
| 24 juin 2012       | Sunderland, Angleterre      | Stadium of Light         |
| 26 juin 2012       | Dublin, Irlande             | Croke Park               |
| 28 juin 2012       | Nimègue, Pays-Bas           | Goffert Park             |
| 30 juin 2012       | Saint-Denis, France         | Stade de France          |
| 1er juillet 2012   | Werchter, Belgique          | Rock Werchter            |
| 3 juillet 2012     | Berne, Suisse               | Stade de Suisse          |
| 16 juillet 2012    | Katowice, Pologne           | Spodek                   |
| 20 juillet 2012    | St. Petersburg, Russie      | Stade Petrovski          |
| 27 juillet 2012    | Varsovie, Pologne           | Bemowo Airport           |
| 1er août 2012      | Tampere, Finlande           | Ratinan stadion          |
| 29 août 2012       | Zagreb, Croatie             | Hippodrome               |
| 1er septembre 2012 | Sofia, Bulgarie             | Georgi Asparuhov Stadium |